# Rudolf Muradowitsch Muradjan
Rudolf Muradowitsch Muradjan (armenisch Ռուդոլֆ Մուրադի Մուրադյան, russisch Рудо́льф Мура́дович Мурадя́н; * 19. Juni 1936 in Jerewan; † 09. November 2024) war ein armenisch-sowjetischer Physiker und Hochschullehrer.

## Leben
Muradjan studierte Physik an der Lomonossow-Universität Moskau mit Abschluss 1959. Er blieb dort als Aspirant und wurde 1962 zum Kandidaten der physikalisch-mathematischen Wissenschaften promoviert. Anschließend arbeitete er im Laboratorium für theoretische Physik des Vereinigten Instituts für Kernforschung (OIJI) in Dubna bei Moskau. 1970 folgten die Promotion zum Doktor der physikalisch-mathematischen Wissenschaften und die Ernennung zum Professor. 1972 trat er in die Kommunistische Partei der Sowjetunion ein. Seine wissenschaftlichen Arbeiten erschienen in Theoretical and Mathematical Physics - English Translations.
1979 kehrte Muradjan nach Jerewan zurück und leitete die Abteilung für Kernforschung des Jerewaner Physikalischen Instituts (bis 1986). Daneben arbeitete er als leitender Wissenschaftler im Astrophysikalischen Observatorium Bjurakan. 1986 wurde er Korrespondierendes Mitglied der Akademie der Wissenschaften der Armenischen SSR.
1994 wurde Muradjan Mitglied der Päpstlichen Akademie der Wissenschaften. Im gleichen Jahr kehrte er in das Laboratorium für theoretische Physik des OIJI in Dubna zurück.
1996 verließ Muradjan Russland und wurde Professor im Institut für Physik der Universidade Federal da Bahia in Salvador da Bahia. Im gleichen Jahr wurde er Vollmitglied der armenischen Akademie der Wissenschaften.
Muradjans Arbeitsgebiete waren die Elementarteilchenphysik, die Hochenergiephysik, die Quantenfeldtheorie, die Kosmologie und die Mathematische Physik. Ausgehend vom Modell der quasifreien Quarks stellte er zusammen mit Albert Tawchelidse und Viktor Matwejew 1969 fest, dass die experimentell beobachteten Eigenschaften der hochenergetischen Elektron-Nukleon-Wechselwirkungsprozesse auch bei den inelastischen Lepton-Hadron-Prozessen entsprechend zu finden sind. Ihr Maßstabsgesetz wurde 1970 von der Lederman-Gruppe im Brookhaven National Laboratory bestätigt. Mit Muradjans Hypothese zur Entstehung des Universums in Verbindung mit Wiktor Hambardsumjans Theorie konnte die Rotation von Sternen und Galaxien gemäß den aus der Teilchenphysik bekannten Beziehungen von Masse und Trägheitsmoment qualitativ erklärt werden. 1970 gab Muradjan eine Lösung des Irrfahrtproblems auf der Kugeloberfläche und auf der Lobatschewski-Fläche an. 1990 schlug er eine neue Form des Periodensystems vor, in dem die Elemente nicht nach ihrer Ordnungszahl, sondern nach der Auffüllung ihrer Elektronenschalen geordnet sind. Bei der Untersuchung der Hopf-Struktur in n-Lie-Algebren führte er 1998 entsprechende Koalgebren ein.
Am 9. November 2024 starb Muradjan in den USA.

## Ehrungen
- Erster OIJI-Preis (1972, 1976, 1983)
- Leninpreis (1988) für Arbeiten zur Quark-Struktur der Elementarteilchen und Atomkerne